# Winner Medical
Winner Medical (chino simplificado: 稳健医疗; chino tradicional: 穩健醫療), abreviatura de Winner Medical Co., Ltd., es un fabricante de productos médicos con sede en Shenzhen de China, fundada por Li Jianquan en 1991. Anteriormente cotizaba varias veces en las bolsas de valores de EE. UU. con el nombre de Winner Medical Group Inc. La empresa se centra en la producción de suministros de atención médica, principalmente apósitos para el cuidado de heridas y productos de protección contra infecciones, además de especializarse en mascarillas y trajes protectores. También fabrica productos relacionados con bebés. La empresa cuenta con 3 marcas, "Winner", "PurCotton" y "PureH2B".
Entre 2005 y 2010, la empresa se hizo pública secuencialmente en OTCBB, AMEX y NASDAQ. En julio de 2012, aprobó una oferta para adquirir acciones en poder de otros inversores por $ 109,7 millones y, en diciembre, se eliminó de la lista después de que Winner Holding Limited la tomara a privada. Después de recaudar $543,5 millones a través de su OPI, aterrizó en el SZSE en septiembre de 2020 con el código bursátil "300888", y Li Jianquan posee el 68% de sus acciones.

## Historia
Winner Medical desarrolló la tecnología de la tela no tejida spunlace totalmente de algodón en 2005. En 2014, fue financiada únicamente por Sequoia China, que poseía aproximadamente el 8,09% de las acciones de la primera después de su OPI. En junio de 2018, fue financiada por Shenzhen Capital Group.
Winner Medical operó sus líneas de producción de mascarillas durante las vacaciones del Año Nuevo Lunar de 2019, produciendo 109 millones de mascarillas y 11,5 millones de juegos de protección en cinco semanas hasta el 26 de enero de 2020.
En mayo de 2020, el DHSC del Reino Unido firmó un contrato de £ 91 millones con Winner Medical para la compra de PPE. Ese mismo año, estableció su segunda sede en Hubei, donde también es la base de producción principal de la empresa.